# نانسي فيزر
نانسي فيزر (بالألمانية: Nancy Faeser) (مواليد 13 يوليو 1970) محامية وسياسية ألمانية من الحزب الديمقراطي الاجتماعي (SPD)، تشغل منصب وزيرة الداخلية والأمن الوطني في حكومة المستشار أولاف شولتس منذ 8 ديسمبر 2021.

## أزماتها السياسية
اثارت تصريحاتها المضادة لمونديال ٢٠٢٢  المنعقد في قطر بسبب رفض قطر الشارات المخالفة للعادات والتقاليد والاديان موجة من الغضب العربي والخليجي وخاصة بعد تسللها الى الملاعب مرتدية تلك الشارة في تحد سافر للقانون والاجراءات بقطر.
وفي عام ٢٠٢٣ وبدايات عام ٢٠٢٤ تسببت تصريحاتها المضادة للقضية الفلسطينية في موجة غضب لتحيزها للمجازر التي تلوم بها قوات الكيان الصهيوني بغزة